# صندوق تطوير وإقراض الهيئات المحلية
صندوق تطوير وإقراض الهيئات المحلية المعروف اختصارًا بالرموز Mdlf وهي مؤسسة فلسطينية شبه حكومية تعمل على تمكين هيئات الحكم المحلي من خلال إدارة التمويل لتطبيق سياسات قطاع الحكم المحلي، وهي ذات استقلال مالي وإداري تم انشاؤها في عام 2005 من قبل الحكومة الفلسطينية لتكون القناة الرئيسية لدعم عملية التطوير والإصلاح للهيئات المحلية، وفي العام 2015 تمت المصادقة على قانون الصندوق من قبل رئيس دولة فلسطين محمود عباس وفقاً للقرار بقانون رقم (25) لسنة 2016 بشأن صندوق تطوير وإقراض الهيئات المحلية.

## الرسالة والأهداف
جاء تأسيس صندوق الهيئات المحلية انسجاماً مع الأجندة والسياسات الوطنية، وقد تم تأسيسه كجزء من مبادرة السلطة الوطنية الفلسطينية لتحقيق الفعالية، والإصلاح، والشفافية. حيث يعمل الصندوق على ترجمة السياسات الوطنية ذات العلاقة بقطاع الحكم المحلي إلى برامج ومشاريع قابلة للتنفيذ.
حيثُ التزم الصندوق منذ نشأته بالعمل جنباً إلى جنب مع الهيئات المحلية لتعزيز قدراتها ورفع مستويات الأداء إلى مستويات تمكنها من المساهمة في بناء دولة مستقلة قابلة للحياة والتمتع بالديموية والإزدهاء.

## الإشراف والإدارة
يشرف على سياسات وتوجهات وعمل الصندوق مجلس إدارة يتكون من تسعة أعضاء على النحو الآتي
- وزير الحكم المحلي بصفة رئيس مجلس الإدارة.
- ممثل عن وزارة المالية والتخطيط.
- ممثل عن وزارة الاشغال العامة والإسكان.
- رئيس الاتحاد الفلسطيني للهيئات المحلية.
- اثنان من رؤساء البلديات يتم تعيينهما من مجلس الوزراء بتنسيب من وزير الحكم المحلي.
- نقيب المهندسين الفلسطينيين.
- ممثل عن سلطة النقد.
- ممثل عن المجتمع المدني يعينه مجلس الوزراء بتنسيب من وزير الحكم المحلي.

## قانون الصندوق
قام الرئيس محمود عباس واستناداً لأحكام القانون الأساسي المعدل لسنة 2003م وتعديلاته، لاسيما أحكام المادة (43) منه، أصدار القرار بقانون رقم (25) لسنة 2016م بشأن صندوق تطوير وإقراض الهيئات المحلية.